# Elecciones presidenciales de Siria de 1999
Las elecciones presidenciales en Siria, tuvieron lugar el 10 de febrero de 1999. Sólo había un candidato, el actual presidente Háfez al-Ásad, y se pidió a los votantes que aprobaran o rechazaran su candidatura. Se informó que el 100% de los votantes votó a favor, con una participación del 98%. Ásad fue reelegido para otro mandato de siete años. Sin embargo, murió en junio de 2000, por lo que ese año hubo que celebrar elecciones presidenciales anticipadas.

## Resultados
| Candidato                          | Candidato                          | Partido                            | Votos     | %     |
| ---------------------------------- | ---------------------------------- | ---------------------------------- | --------- | ----- |
|                                    | Háfez al-Ásad                      | Partido Baaz Árabe Socialista      | 8,960,011 | 100   |
| En contra                          | En contra                          | En contra                          | 219       | 0.0   |
| Votos validos                      | Votos validos                      | Votos validos                      | 8,960,230 | 99.9  |
| Votos en blanco/anulados           | Votos en blanco/anulados           | Votos en blanco/anulados           | 219       | 0.1   |
| Total                              | Total                              | Total                              | 8,961,147 | 100   |
| Votantes registrados/participación | Votantes registrados/participación | Votantes registrados/participación | 9,101,000 | 98.46 |